# طبقه‌بندی سازهای موسیقی

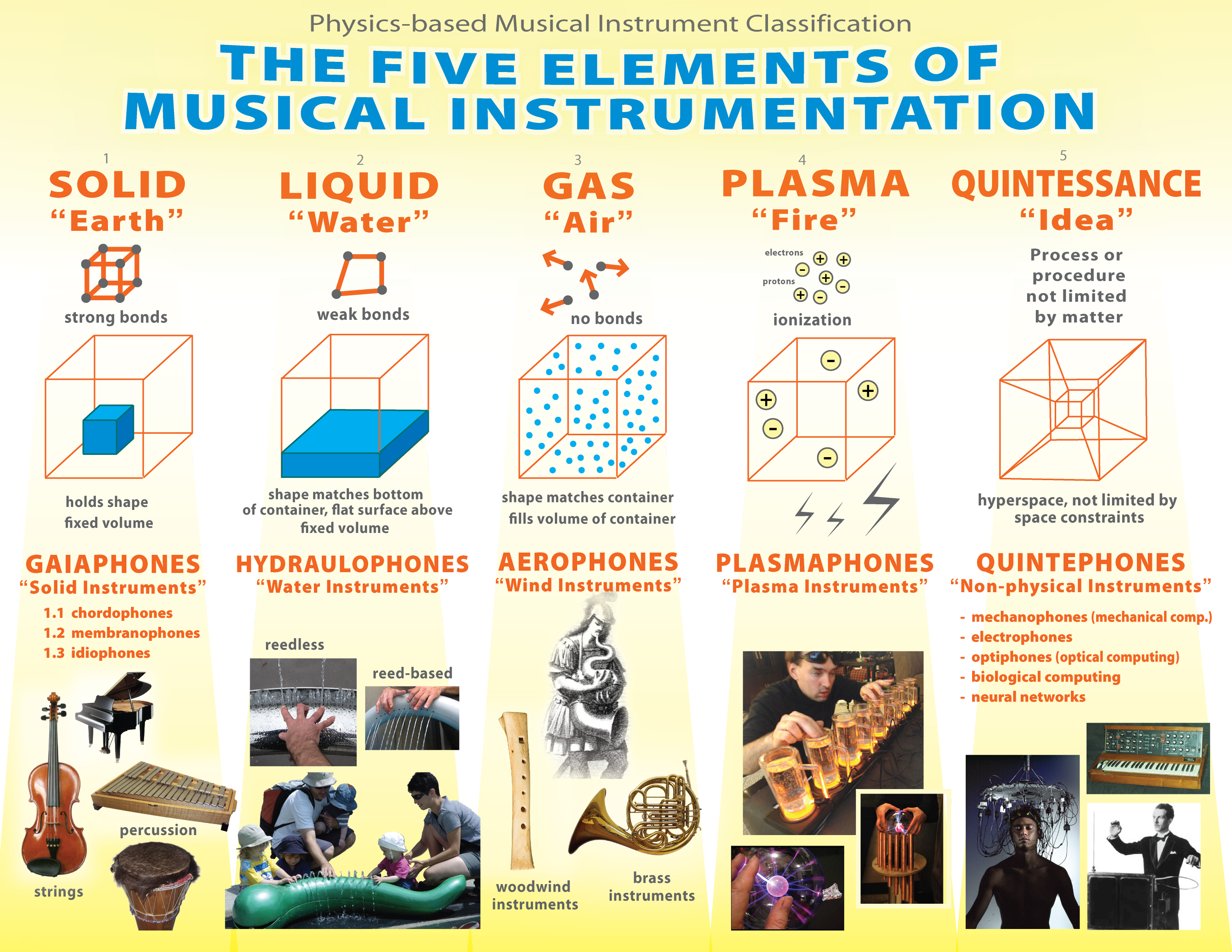
اندام‌شناسی فیزیکی (طبقه‌بندی سازهای موسیقی مبتنی بر فیزیک)

طبقه‌بندی سازهای موسیقی (انگلیسی: Musical instrument classification) در ساختارشناسی سازهای موسیقی، شیوه‌های متفاوتی وجود دارد که مورد مطالعه قرار می‌گیرد. در بیشتر روش‌ها، طبقه‌بندی سازها متعلق به یک گروه فرهنگی خاص هستند و برای خدمت به الزامات و نیازهای آن فرهنگ و موسیقی، توسعه یافته‌اند. شیوه‌هایی که این چنین طبقه‌بندی می‌شوند، اغلب زمانی که خارج از زمینه اصلی خود اعمال می‌شوند، کاربرد خود را از دست داده و از بین می‌روند. برای مثال: یک طبقه‌بندی بر پایهٔ استفاده از ساز، ممکن است زمانی برای فرهنگی که کاربرد متفاوت یا حتی کاربردهای متعددی برای یک ساز دارد، به کار رود.
در طول تاریخ، روش‌های مختلفی برای طبقه‌بندی سازهای موسیقی توسط موسیقیدانان و محققان مورد استفاده قرار گرفته‌است. متداول‌ترین سیستم مورد استفاده بدین صورت است که سازها را به سازهای زهی (اغلب به سازهای زهی و سازهای زهی آرشه‌ای)، سازهای بادی (بیشتر به بادی چوبی و برنجی تقسیم می‌شود)، سازهای کوبه‌ای و یک طبقه‌بندی‌ مدرن که سازهای الکترونیکی را نیز به‌عنوان یک طبقهٔ متمایز از سازها اضافه می‌کنند، تقسیم می‌کند. با این حال، طرح‌های دیگری نیز برای طبقه‌بندی سازهای موسیقی ابداع شده‌است.

## معیارهای طبقه‌بندی
معیارهای طبقه‌بندی سازهای موسیقی بسیار بستگی به دیدگاه، زمان و مکان دارد و متفاوت است. رویکردهای مختلف و فراوان از این مطالعات، جنبه‌هایی مانند ویژگی‌های فیزیکی ساز (شکل، ساختار، ترکیب مواد بکار رفته و غیره)، نحوه نواختن ساز (صدادهی، آرشه‌کشی و غیره) یا هر وسیله‌ای که ساز توسط آن اجرا می‌شود را بررسی می‌کند. همچنین از آنجا که ساز موسیقی تولید صدا می‌کند، کیفیت یا تمبر ایجاد شده توسط ساز، تنالیته و گستره صوتی، عملکرد موسیقایی ساز (ریتمیک، ملودیک و غیره)، مکان قرار گرفتن ساز در ارکستر یا آنسامبل‌های گوناگون، از دیگر موارد برای طبقه‌بندی است.